# نورتابناکی
نورتابناکی (به انگلیسی: photoluminescence) یکی از گونه‌های تابناکی است که در آن، ماده با جذب کردن فوتون برانگیخته می‌شود و بر اثرگذارِ الکترونیِ اندرنواری،  نور می‌گسیلد.
نورتابناکی بیشتر در نیمه‌رساناها بررسی می‌شود. در نورتابناکی، نیمه‌رسانا با جذب کردن فوتون‌هایی با انرژی بیشتر از گاف انرژی (گاف‌باند) خود برانگیخته می‌شود و هنگام فروانگیزش از تراز بالا به تراز پایین نور می‌گسیلاند. این فرایند هم در نیمه‌رساناها با گاف‌باندِ مستقیم (direct bandɡap) و هم با گاف‌باندِ غیرمستقیم(indirect bandɡap) روی‌می‌دهد ولی از آنجا که گذار اندرنواری در ماده‌هایی با گاف‌باند-غیرمستقیم باید با جذب یا گسیل فونون (به نوسان اتم‌های یک بلور بر اثر برانگیختگی گرمایی فونون می‌گویند) همراه باشد معمولاً احتمال روی‌دادنشان کمتر است و همین‌طور از بازده کمتری برخوردارند.

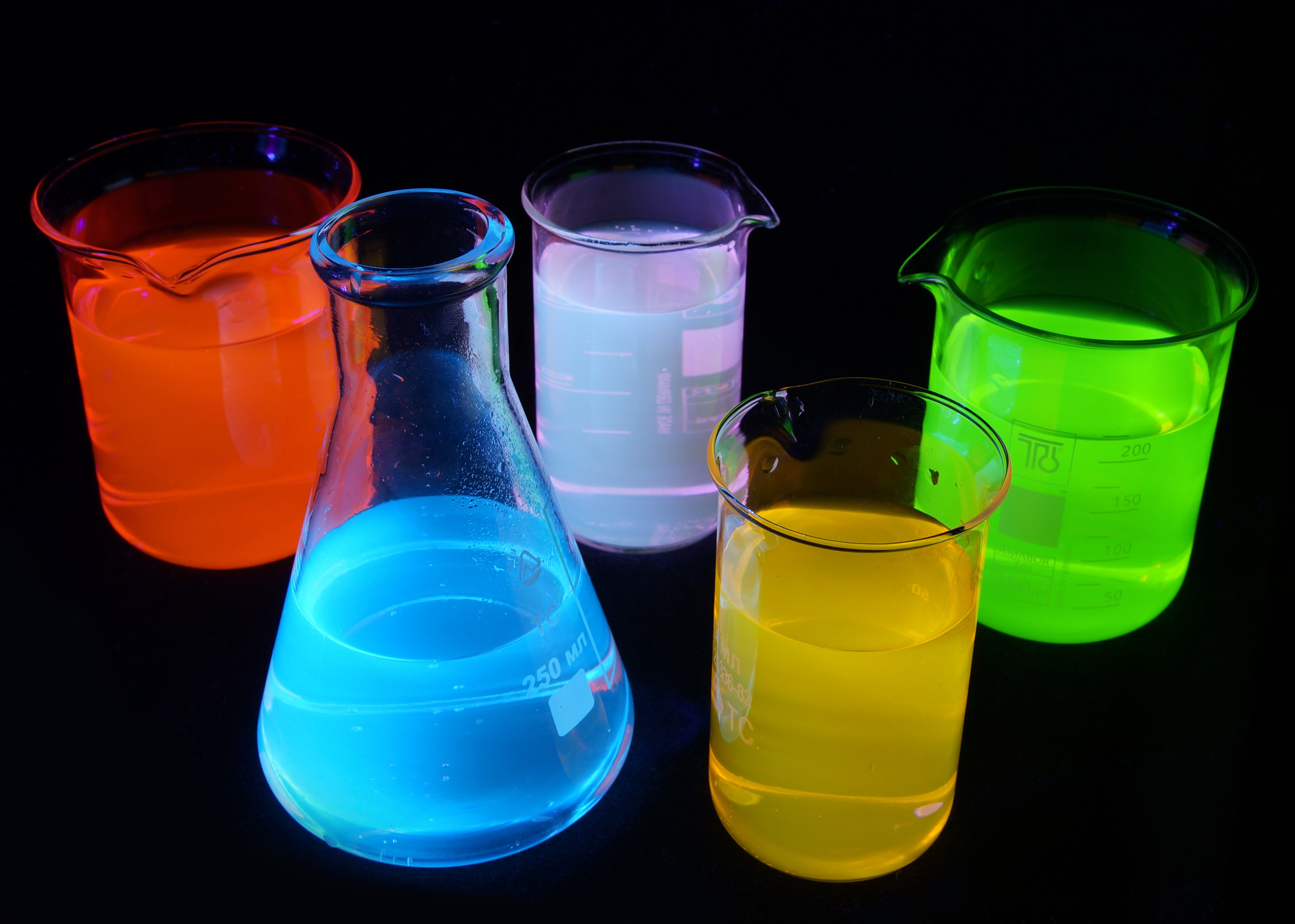
محلولهای فلورسنت تحت نور UV

طول موج نور دَرآشامیده و گسیل شده متفاوت است. نور گسیل شده معمولاً دارای انرژی کمتری از نور درآشامیده است.
نمونه ترکیب‌هایی که دارای ویژگی نورتابناکی هستندː پتاسیم کلرید (KCl) که در آن عنصر آلایندهٔ تالیم (TL) را آمیخته‌باشند. از جمله کاربردهای این ترکیب‌ها در ساخت لامپ‌های فلورسنس است. بر اثر تخلیه الکتریکی از مخلوط بخار آرگن و جیوه، نوری تولید می‌شود که عمدتاً در حوزه باند فوق بنفش و آبی می‌باشد. منتها دیواره لامپ فلور سنت از موادی پوشانده می‌شود که انتقال فرکانسی استوکس روی دهد و ضمن آن نور منتشره از لامپ به حوزه باند مرئی نوری منتقل می‌گردد.<

## شکل ها
فرایند های نورتابناکی را بر اساس پارامتر های مختلف می توان طبقه بندی کرد مانند انرژی فوتون نشر شده. برانگیخته شدن شدید موقعیتی را توصیف می کند که درآن فوتون هایی با طول موج خاص جذب می شوند و فوتون های معادل آن بسیار سریع دوباره ساطع می شوند. این معمولا به عنوان رزونانس فلورسانس معرفی می شود. برای مواد در محلول با در فاز گاز، این فرایند شامل الکترون ها می باشد اما هیچ انتقال انرژی قابل توجهی شامل ویژگی های مولکولی ماده شیمیایی بین جذب و نشر وجود ندارد. در نیمه رساناهای بلوری معدنی در صورت شکل گیری یک باند الکترونیکی، نشر ثانویه می تواند پیچیده تر باشد، زیرا وقایع ممکن است شامل هر دو سهم مشارکت های همدوسی باشند مانند تشدید پراکندگی رایلی که در آن یک رابطه فاز ثابت که با محرک میدان نور حفظ می شود؛و مانند مشارکت های همدوسی.

شماتیک برای فرایندهای تحریک-آرامش فتولومینسانس.

فرایند های بیشتری ممکن است رخ دهد وقتی که قبل از نشر مجدد انرژی پس از جذب، یک ماده دچار انتقال انرژی داخلی شود. الکترون ها با به دست آوردن انرژی از جذب یک فوتون و یا از دست دادن انرژی با انتشار فوتون ها ، حالت های انرژی را تغییر می دهند. در رشته های مرتبط با شیمی، اغلب بین فلورسانس و فسفرسانس تمایز قائل می شوند. مورد اول معمولاً یک روند سریع است ، هنوز مقداری از انرژی اصلی تلف می شود به‌طوری که فوتون های نور ساطع شده انرژی کمتری نسبت به فوتون های تحریک جذب شده دارند. گفته می شود فوتون ساطع شده مجدد در این حالت قرمز تغییر مکان می دهد، اشاره به انرژی کمتری که پس از این تلفات حمل می کند. برای فسفرسانس ، الکترونهایی که فوتونها را جذب می کنند ، از طریق سیستم عبور می کنند، جایی که آنها با تعدد چرخش تغییر یافته وارد حالت می شوند، معمولاً حالت سه قلو. هنگامی که الکترون برانگیخته شده به این حالت سه گانه منتقل می شود، انتقال الکترون (آرامش) به انرژی تک حالته پایین تر از نظر مکانیکی کوانتومی ممنوع است، به این معنی که خیلی کندتر از سایر انتقال ها اتفاق می افتد. نتیجه یک روند آهسته انتقال تابشی به حالت منفرد است که گاهی چند دقیقه یا چند ساعت طول می کشد. این اساس مواد "درخشش در تاریکی" است. فوتولومینسانس یک روش مهم برای اندازه گیری خلوص و کیفیت کریستالی نیمه هادی ها مانند GaN و InP و کمی سازی میزان اختلال موجود در سیستم است.

## نورتابناکی، خواص نیمه هادی های گاف انرژی مستقیم
در آزمایش های معمول PL، نمیه هادی برانگیخته می شود با منبع نوری که فوتون هایی را فراهم می کند که انرژی بزرگتری از انرژی نوار ممنوعه دارند. نور ورودی قطبیت را تحریک می کند که می توان آن را با معادلات نیمه هادی بلوک(semiconductor Bloch equations) توصیف کرد. پس از جذب فوتون ها، الکترون ها و سوراخ ها به ترتیب با گشتاورهای محدود در نوارهای هدایت و ظرفیت تشکیل می شوند.سپس هیجانات به سمت حداقل نوار ممنوعه تحت انرژی و حرکت قرار می گیرند.مکانیسم های معمول پراکندگی رادرفورد و تعامل با فونون های گوناگون است.در نهایت، الکترون ها با حفره هایی تحت تابش فوتون ها ترکیب می شوند.
نیمه هادی های ایده آل و بدون نقص سیستم های چندپیکره هستند که در آن ها تعاملات حامل های بار و ارتعاشات شبکه باید علاوه بر اتصال ماده سبک در نظر گرفته شود.به‌طور کلی ، خصوصیات PL نسبت به میدان های الکتریکی داخلی نیز بسیار حساس هستند و به محیط دی الکتریک (مانند بلورهای فوتونیک) که درجه بیشتری از پیچیدگی را تحمیل می کنند.شرح دقیق میکروسکوپی توسط معادلات لومینسانس نیمه هادی ارائه شده است.

### ساختارهای ایده آل چاه کوانتومی
یک ساختار چاه کوانتومی نیمه هادی ایده آل و بدون نقص یک سیستم مدل مفید برای نشان دادن فرایندهای اساسی در آزمایش های معمولی PL است.این بحث بر اساس نتایج منتشر شده در کلینگشیرن (2012) و بالکان(1998) است.

#### تحریک نوری
به‌طور کلی ، سه شرایط مختلف تحریک از هم متمایز می شوند: تشدید ، شبه تشدید و غیر تشدید. برای تحریک تشدید ، انرژی مرکزی لیزر مربوط به کمترین تشدید اکسیتون چاه کوانتوم است. هیچ مقدار ناچیزی از انرژی اضافی به سیستم حامل تزریق نمی شود. برای این شرایط ، فرایندهای منسجم به میزان قابل توجهی به انتشار خود به خود کمک می کنند. فروپاشی قطبی مستقیماً اکسیتون ایجاد می کند.تشخیص PL برای تحریک رزونانس چالش برانگیز است زیرا تمایز سهم ناشی از تحریک ، به عنوان مثال ، نور سرگردان و پراکندگی منتشر از زبری سطح دشوار است.بنابراین ، لکه ها و پراکندگی های تشدید رایلی همیشه به انتشار غیرمنسجم اضافه می شوند.
در صورت تحریک غیر تشدید ، ساختار با مقداری انرژی اضافی تحریک می شود.این وضعیت معمول در بیشتر آزمایش‌های PL است زیرا انرژی تحریک را می توان با استفاده از یک طیف سنج یا یک فیلتر نوری تشخیص داد.

### اثرات بی نظمی
سیستم های واقعی مواد همیشه شامل بی نظمی هستند.به عنوان مثال ناکاملی بلوری است. در شبکه یا اختلال به دلیل تغییرات ترکیب شیمیایی. اصلاح آنها برای نظریه های میکروسکوپی به دلیل عدم دانش دقیق در مورد اغتشاشات ساختار ایده آل بسیار چالش برانگیز است. بنابراین ، تأثیر تأثیرات خارجی بر PL معمولاً به صورت پدیدارشناختی مورد توجه قرار می گیرد. در آزمایش‌های ، بی نظمی می تواند منجر به محلی سازی حامل ها شود و از این رو زمان زندگی فوتولومینسانس را به شدت افزایش می دهد زیرا حامل های موضعی نمی توانند به راحتی مراکز نوترکیبی غیر تابشی را به عنوان مراکز خالی پیدا کنند.
محققان از دانشگاه علم و صنعت ملک عبدالله با استفاده از نور لومینسانس وابسته به دما ، آنتروپی ناشی از عکس نانوساختار مضاعف InGaN / GaN p-i-n و نانوسیم های AlGaN را بررسی کرده اند. آنها آنتروپی ناشی از تابش را به عنوان کمیت ترمودینامیکی تعریف کردند که نشان دهنده در دسترس نبودن انرژی سیستم برای تبدیل به کار مفید به دلیل ترکیب مجدد حامل و انتشار فوتون است. آنها همچنین تغییر در تولید آنتروپی را با تغییر در پویایی ناقلین نوری در مناطق فعال نانوسیم با استفاده از نتایج حاصل از مطالعه فوتولومینسانس با زمان حل کرده اند. آنها این فرضیه را مطرح کردند که با نزدیک شدن دما به دمای اتاق به دلیل فعال شدن حرارتی حالتهای سطحی ، در نهایت مقدار بی نظمی ایجاد شده، در حالی که افزایش ناچیزی در نانوسیم های AlGaN مشاهده شده است ، که نشان دهنده درجات پایین عدم اطمینان ناشی از اختلال در نیمه هادی نوار ممنوعه گسترده تر است. دانشمندان برای مطالعه آنتروپی ناشی از تابش ، یک مدل ریاضی را ایجاد کرده اند که مبادله انرژی خالص ناشی از تحریک تابش و نور لامپ را در نظر می گیرد.